# Eulasiopalpus vittatus
Eulasiopalpus vittatus är en tvåvingeart som beskrevs av Charles Howard Curran 1947. Eulasiopalpus vittatus ingår i släktet Eulasiopalpus och familjen parasitflugor.
Artens utbredningsområde är Ecuador. Inga underarter finns listade i Catalogue of Life.